# Saint-Maurice-de-Rotherens
Saint-Maurice-de-Rotherens és un municipi francès situat al departament de la Savoia i a la regió d'Alvèrnia-Roine-Alps. L'any 2007 tenia 165 habitants.

## Demografia

### Població
El 2007 la població de fet de Saint-Maurice-de-Rotherens era de 165 persones. Hi havia 71 famílies de les quals 21 eren unipersonals (4 homes vivint sols i 17 dones vivint soles), 17 parelles sense fills, 25 parelles amb fills i 8 famílies monoparentals amb fills.
La població ha evolucionat segons el següent gràfic:
Habitants censats

### Habitatges
El 2007 hi havia 108 habitatges, 74 eren l'habitatge principal de la família, 24 eren segones residències i 10 estaven desocupats. 101 eren cases i 6 eren apartaments. Dels 74 habitatges principals, 65 estaven ocupats pels seus propietaris, 6 estaven llogats i ocupats pels llogaters i 2 estaven cedits a títol gratuït; 4 tenien dues cambres, 4 en tenien tres, 22 en tenien quatre i 44 en tenien cinc o més. 65 habitatges disposaven pel capbaix d'una plaça de pàrquing. A 35 habitatges hi havia un automòbil i a 32 n'hi havia dos o més.

### Piràmide de població
La piràmide de població per edats i sexe el 2009 era:
| Homes | Edats   | Dones |
| ----- | ------- | ----- |
| 0     | 95 o +  | 0     |
| 4     | 90 a 94 | 0     |
| 8     | 85 a 89 | 0     |
| 0     | 80 a 84 | 4     |
| 0     | 75 a 79 | 4     |
| 8     | 70 a 74 | 0     |
| 0     | 65 a 69 | 4     |
| 4     | 60 a 64 | 4     |
| 8     | 55 a 59 | 0     |
| 4     | 50 a 54 | 12    |
| 4     | 45 a 49 | 4     |
| 16    | 40 a 44 | 8     |
| 4     | 35 a 39 | 12    |
| 0     | 30 a 34 | 4     |
| 4     | 25 a 29 | 4     |
| 4     | 20 a 24 | 0     |
| 16    | 15 a 19 | 8     |
| 4     | 10 a 14 | 12    |
| 16    | 5 a 9   | 0     |
| 0     | 0 a 4   | 0     |

## Economia
El 2007 la població en edat de treballar era de 107 persones, 87 eren actives i 20 eren inactives. De les 87 persones actives 79 estaven ocupades (46 homes i 33 dones) i 8 estaven aturades (3 homes i 5 dones). De les 20 persones inactives 10 estaven jubilades, 7 estaven estudiant i 3 estaven classificades com a «altres inactius».

### Ingressos
El 2009 a Saint-Maurice-de-Rotherens hi havia 90 unitats fiscals que integraven 198 persones, la mediana anual d'ingressos fiscals per persona era de 19.762 €.

### Activitats econòmiques
Dels 13 establiments que hi havia el 2007, 1 era d'una empresa de fabricació d'altres productes industrials, 6 d'empreses de construcció, 1 d'una empresa de comerç i reparació d'automòbils, 1 d'una empresa de transport, 1 d'una empresa d'hostatgeria i restauració, 1 d'una empresa immobiliària, 1 d'una empresa de serveis i 1 d'una empresa classificada com a «altres activitats de serveis».
Dels 7 establiments de servei als particulars que hi havia el 2009, 1 era un guixaire pintor, 2 fusteries, 1 lampisteria, 2 electricistes i 1 perruqueria.
L'any 2000 a Saint-Maurice-de-Rotherens hi havia 10 explotacions agrícoles que ocupaven un total de 276 hectàrees.

## Poblacions més properes
El següent diagrama mostra les poblacions més properes.